# Björn Flygare
Björn Flygare, född 1939 i Degeberga, är en svensk silversmed.   
Flygare gick i lära för John Grönros i Kristianstad under slutet av 50-talet och fortsatte sina studier vid Konstfackskolan i Stockholm 1961–1966 och 1973–1974 samt en sommarkurs vid Capellagården 1962. Han etablerade en egen silversmedja i Degeberga som han drev 1967–1986 och 1986 flyttade han verksamheten till Åhus där han tillverkade skulpturer, silverkorpus, kyrksilver samt smycken i ädelmetall. Han tilldelades ett flertal stipendium bland annat från Svenska slöjdföreningen 1966, Gustav VI Adolfs 80-årsfond 1970 och Kristianstads Läns Landstings Kulturstipendium 1981. Han har medverkat i konsthantverksutställningar på olika museer och konstgallerier i Sverige, Danmark, England, Frankrike, Nederländerna, Japan, Tyskland och USA. Bland hans offentliga arbeten märks kyrksilver för bland annat Åhus, Huaröd, Vittskövle, Everöd, Degeberga och Yngsjö kyrkor. Flygare är representerad vid bland annat Malmö museum Kristianstads länsmuseum och Helsingborgs museum.